# Мерлин, Шмуэль
Шмуэл Мерлин (ивр. שמואל מרלין‎, англ. Samuel Merlin, при рождении Шмил Абрамович Мерлян; 4 января 1910, Кишинёв, Бессарабская губерния — 4 октября 1994) — израильский политический деятель, активист движения ревизионистского сионизма.

## Биография
Шмил Мерлян родился в семье Абрама Тодрисовича Мерляна (родом из Сорок) и его жены Марьям, в Кишинёве, где окончил гимназию и стал членом молодёжной сионистской организации Бейтар. В Париже, где Мерлин учился на историческом факультете Сорбонского университета, сблизился с В. Е. Жаботинским, вошёл в исполнительный комитет (экзекутиву) Всемирного союза сионистов-ревизионистов (затем Новой сионистской организации), в 1933—1938 годах был его главным секретарём.
С 1938 года в Варшаве выпускал на идише газету די טאַט (ди тат — дело) — печатный орган подпольной военной организации в Палестине ЭЦЕЛ. Перед войной вернулся в Париж для продолжения учёбы на отделении истории и общественных наук Сорбонны, в 1940 году выехал в США, где продолжил работать в сионистской прессе на идише, стал соучредителем Комитета за еврейскую армию евреев Палестины и не имеющих гражданства (Committee for a Jewish Army of Stateless and Palestinian Jews, 1941) и Экстренного комитета для спасения европейского еврейства (Emergency Committee to Save European Jewry, 1944, с Эри Жаботинским), в 1947—1948 годах работал редактором еженедельника «Answer» (ответ) Еврейского комитета национального освобождения (Hebrew Committee for the Liberation of the Nation). В 1948 году Мерлин вернулся в Европу в качестве эмиссара этой организации и на борту «Алталены» в июне 1948 года приехал в Палестину.
В июле 1948 года Шмуэл Мерлин стал одним из основателей политического движения Херут и после образования государства Израиль был избран депутатом Кнессета первого созыва. После истечения срока депутатского мандата был генеральным секретарём движения Херут и главным редактором его официального органа газеты «Херут». С начала 1960-х годов преподавал политологию в нескольких университетах США, профессор.

## Книги
- Jabotinsky Returns to the Land of Israel (иврит и английский язык). Тель-Авив: Hadar, 1965.
- The Big Powers and the Present Crisis in the Middle East (редактор). Rutherford, Madison, Teaneck: Fairleigh Dickinson University Press, 1967 (переиздания — 1968 и 1975).
- The Search for Peace in the Middle East: The Story of President Bourguiba’s Campaign for a Negotiated Peace Between Israel and the Arab States. T. Yoseloff, 1968.

## Документальные фильмы
- Who Shall Live and Who Shall Die? (США, 1982). Интервью о организации по принятию беженцев в годы войны (Emergency Committee to Save European Jewry).
- The American Experience. America and the Holocaust: Deceit and Indifference (США, 1994). Научный консультант.